# Verwaltungsgliederung Somalilands

Regionen Somalilands:
1. Awdal
2. Sahil
3. Sanaag
4. Sool
5. Togdheer
6. Maroodi Jeeh

Das faktisch autonome Somaliland beansprucht die Regionen Awdal, Sanaag, Sool, Togdheer und Woqooyi Galbeed. Letztere wurde in zwei Regionen aufgeteilt: In Maroodi Jeeh mit der Hauptstadt Hargeysa, die zugleich Hauptstadt Somalilands ist, und Sahil mit Berbera als Hauptstadt. Somaliland betrachtet sich seit 1991 nicht mehr als Teil von Somalia.
Die Distrikte wurden gemäß dem Regionen- und Distriktgesetz von 2002 neu eingeteilt. Es wird zwischen Distrikten der Grade A, B, C und D unterschieden, wobei die Einordnung in Grade nach Bevölkerungszahl, Fläche, Wirtschaft und Produktion erfolgt.

## Regionen und Distrikte (Zentralstaat, ab 2015)
Die Nummern entsprechen den Nummern in der Karte.
| Nr. | Regionition  | Hauptstadt             | Distrikte                                                       |
| --- | ------------ | ---------------------- | --------------------------------------------------------------- |
| 1   | Awdal        | Boorama                | Baki, Boorama, Lughaya, Zeila (Saylac)                          |
| 2   | Sahil        | Berbera                | Sheeikh, Berbera                                                |
| 3   | Sanaag       | Erigabo                | El Afweyn (Ceel Afweyn), Erigabo, Laasqorey                     |
| 4   | Sool         | Las Anod (Laascaanood) | Aynaba (Caynaba), Las Anod (Laascaanood), Taleh (Taleex), Xudun |
| 5   | Togdheer     | Burao                  | Buhoodle, Burao, Oodweyne,                                      |
| 6   | Maroodi Jeeh | Hargeysa               | Gabiley, Hargeysa                                               |

| Awdal - Boorama (A) - Zeila (B) - Baki (C) - Lughaya (C) - Dilla (D) | Hargeysa - Hargeysa (A) - Gabiley (A) - Baligubadle (C) - Salahley (C) - Faraweyne (D) - Sabawanag (D) - Cadadlay (D) - Daresalam (D) - Allaybaday (D) | Sahil - Berbera (A) - Sheikh (C) - Mandhere (D) - Bulhar (D) - Hagal (D) | Sanaag - Erigabo (A) - El-Afweyn (B) - Badhan (C) - Laasqorey (C) - Dhahar (C) - Gar-adag (C) - Maydh (D) - Dararweyne (D) - Fiqi Fuliye (D) - Xiis (D) | Sool - Las Anod (A) - Aynabo (C) - Taleh (C) - Hudun (C) - Boane (D) - Yagori (D) | Togdheer - Burao (A) - Oodweyne (B) - Buhoodle (B) - Duruqsi (D) - Sh. Hasan Geele (D) - Qoryale (D) |

Im März 2008 kündigte der somaliländische Präsident Dahir Riyale Kahin die Schaffung von sechs neuen Regionen (Badhan, Buhoodle, Gabiley, Salal, Sarar und Oodweyne) sowie von 16 Distrikten an.